# Phillipa Soo
Phillipa Soo ([ˈfɪlɪpə suː], née le 31 mai 1990 à Libertyville, dans l'Illinois, est une actrice et chanteuse américaine. 
Elle est surtout connue pour avoir joué le rôle d'Eliza Schuyler Hamilton dans la comédie musicale de Broadway Hamilton: An American Musical, une performance pour laquelle elle a été nommée pour le Tony Award 2016 dans la catégorie meilleure actrice dans une comédie musicale,,.
Elle est également à l'origine du rôle de Natasha Rostova dans la production off-Broadway de Natasha, Pierre & The Great Comet of 1812 en 2012 et du rôle-titre dans la production Broadway d’Amélie en 2017. Plus récemment, Soo est apparue à Broadway dans The Parisian Woman, de novembre 2017 à mars 2018.

## Biographie
Soo est née d'un père sino-américain et d'une mère euro-américaine. Dans une interview avec The Hollywood Reporter, Soo parle de son éducation : « En ce qui concerne ma propre expérience, mon père est de la première génération, donc ses parents étaient de Chine, et ma mère est née et a grandi dans le sud de l'Illinois, et était impliquée dans les arts. Mon père est médecin. J'ai toujours été très encouragée [à poursuivre une carrière d'actrice], mais la mentalité « fais tes études d'abord » était toujours là. »
Soo a fréquenté le lycée de Libertyville dans la banlieue de Chicago de 2004 à 2008. Elle est diplômée du programme d'acteur de la Juilliard School en 2012.

### Carrière
Après avoir obtenu son diplôme de la Juilliard Académie en 2012, Soo a été choisie pour le rôle de Natasha Rostova dans la production Ars Nova de Natasha, Pierre & The Great Comet of 1812 de Dave Malloy, basé sur le roman Guerre et Paix de Léon Tolstoï. Le spectacle a ensuite été déplacé de l'Ars Nova à Kazino, situé en dehors de Broadway, une tente construite sur mesure pour le spectacle.
Inspirée par Elizabeth Schuyler Hamilton, le personnage qu'elle a joué à Hamilton, Philippa Soo a lancé le « Eliza Project », en partenariat avec Graham Windham, le premier orphelinat privé de New York, mentionné à la fin du spectacle. Grâce à ce programme, Soo prévoit d'offrir aux élèves de l'école Graham des ateliers de théâtre, de danse et de rap. Selon elle, la mission principale du « Eliza Project » est « de mobiliser les arts comme un moyen d'expression et un débouché pour une expérience personnelle et pour développer sa créativité. »

### Vie privée
Soo se fiance à l'acteur Steven Pasquale en février 2016. Ils se marient le 24 septembre 2017. En 2019, le couple a joué ensemble dans un épisode de The Code.

## Apparitions au théâtre
| Année(s)  | Production                                | Rôle                         | Emplacement                 | Catégorie                 |
| --------- | ----------------------------------------- | ---------------------------- | --------------------------- | ------------------------- |
| 2012      | Natasha, Pierre & The Great Comet of 1812 | Natasha Rostova              | Ars Nova                    | Off-off-Broadway          |
| 2013-2014 | Natasha, Pierre & The Great Comet of 1812 | Natasha Rostova              | Kazino Meatpacking District | Hors Broadway             |
| 2015      | Hamilton                                  | Eliza Hamilton               | Le théâtre public           | Hors Broadway             |
| 2015-2016 | Hamilton                                  | Eliza Hamilton               | Théâtre Richard Rodgers     | Broadway                  |
| 2016-2017 | Amélie                                    | Amélie Poulain               | Théâtre Ahmanson            | Régionale, avant Broadway |
| 2017      | Amélie                                    | Amélie Poulain               | Théâtre Walter Kerr         | Broadway                  |
| 2017-2018 | La Parisienne                             | Rebecca                      | Théâtre Hudson              | Broadway                  |
| 2020      | Tumacho                                   | Catalina Vucovich-Villalobos | Théâtre Connelly            | Hors Broadway             |

## Filmographie
| Année(s) | Film                                | Rôle                     | Commentaires                       |
| -------- | ----------------------------------- | ------------------------ | ---------------------------------- |
| 2013     | Keep The Change                     | Karen                    | Court-métrage                      |
| 2016     | Vaiana, la légende du bout du monde | Voix additionnelles (VO) | Animation                          |
| 2018     | Here And Now                        | Oona                     |                                    |
| 2020     | Hamilton                            | Eliza Hamilton           | Version de la pièce filmée en 2016 |
| 2020     | Le seul et unique Ivan              | Thelma (voix VO)         |                                    |
| 2020     | The Broken Hearts Gallery           | Nadine                   |                                    |
| 2020     | Voyage vers la Lune                 | Chang'e (VO)             | Animation                          |
| 2023     | L'amour en double                   | Emma                     |                                    |
| 2024     | Docteur Odyssée                     | Infirmière Avery Morgan  | Rôle principal                     |